# The Cub
Pour plus de détails, voir Fiche technique et Distribution.
The Cub est un film américain réalisé par Maurice Tourneur, sorti en 1915.

## Fiche technique
- Titre : The Cub
- Réalisation : Maurice Tourneur
- Scénario : Maurice Tourneur d'après la pièce de Thompson Buchanan
- Montage : Clarence Brown
- Pays d'origine : États-Unis
- Format : Noir et blanc - 1,33:1 - Film muet
- Date de sortie : 1915

## Distribution
- Johnny Hines : Steve Oldham
- Martha Hedman : Alice Renlow
- Robert Cummings